# Фронтини, Франческо Паоло
Франческо Паоло Фронтини (итал. Francesco Paolo Frontini; 6 августа 1860 года, Катания, королевство Обеих Сицилий — 26 июля 1939 года, Катания, Королевство Италия) — итальянский композитор и дирижёр. Сторонник веризма в музыке.

## Биография
Франческо Паоло Фронтини родился 6 августа 1860 года в Катании, в королевстве Обеих Сицилий в семье музыканта Мартино Фронтини и Анджелы Сения. Начальное музыкальное образование получил у отца. Игре на скрипке обучался у Санти Д’Амико. Первый концерт дал в городской ратуше в возрасте 13 лет. В 15 лет его первое сочинение «Qui tollis для тенора и оркестра» прозвучало в кафедральном соборе Катании в день святой Цецилии. Оркестром дирижировал учитель юного музыканта Пьетро Антонио Коппола. В 1875 году он был принят в Королевскую консерваторию в Палермо, где обучался у Пьетро Платания, откуда перевёлся в Консерваторию Сан-Пьетро-а-Майелла в Неаполе. Здесь под руководством Лауро Росси получил ученую степень в области музыкальной композиции.
Одним из выдающихся ранних произведений Франческо Паоло Фронтини является «Реквием» (итал. Grande messa da requiem), написанный им на смерть своего учителя, Пьетро Антонио Копполы в 1876 году. Другими ранними сочинениями композитора были «Струнный концерт до минор» (итал. Quartetto per archi in do minore) 1879 года, увертюра «Спартак» (итал. Spartaco) 1880 года. 30 марта 1881 года состоялась премьера его первой оперы «Нелла» (итал. Nella), за которой последовали в 1882 году оратория «Самсон и Далила» (итал. Sansone e Dalila), в 1883 году опера «Алерамо» (итал. Aleramo), в 1889 году оперы «Дон Бучефало» (итал. Don Bucefalo) и «Осуждённый» (итал. Il galeotto), в 1893 году опера «Малия» (итал. Malìa) на либретто Луиджи Капуана, в 1899 году опера «Сокольничий» (итал. Il Falconiere) и в 1900 году опера «Рок» (итал. Fatalità).
С 1883 года и до самой смерти композитор занимался сбором и редактированием антологий сицилийских народных песен, первая из которых была издана в 1883 году в Милане под названием «Эхо Сицилии» (итал. Eco di Sicilia). Он также занимался музыкальной педагогической деятельностью, преподавал контрапункт. До 1923 года возглавлял музыкальное училище в Катании. После был назначен почётным директором этого учебного учреждения.
Франческо Паоло Фронтини умер в Катании 26 июля 1939 года.

## Награды
9 октября 1906 годы был возведён в кавалеры Ордена Короны Италии.

## Творческое наследие
Творческое наследие композитора включает 7 опер, многочисленные симфонические, вокальные и духовные сочинения.